# كريستيان فنسنت
كريستيان فنسنت هو مصمم رقص وراقص وممثل كندي، ولد في 9 فبراير 1980 في كندا.

## وصلات خارجية
- كريستيان فنسنت على موقع IMDb (الإنجليزية)
- كريستيان فنسنت على موقع إن إن دي بي (الإنجليزية)
- كريستيان فنسنت على موقع قاعدة بيانات الفيلم (الإنجليزية)